# Reactor de III generació

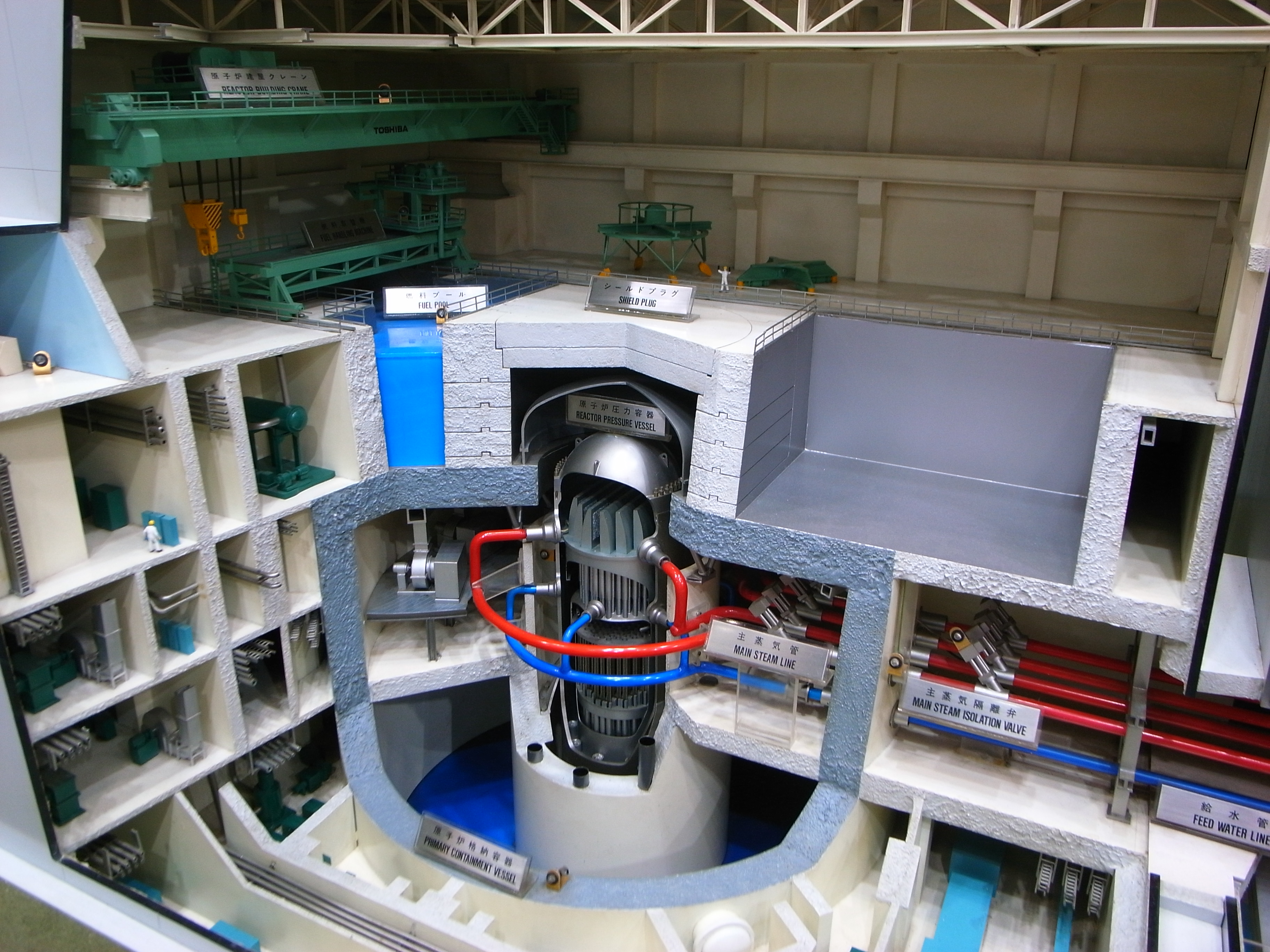
Model del Toshiba ABWR, que es va convertir en el primer reactor de generació III en funcionament el 1996

Els reactors de la generació III, o reactors de la generació III, són una classe de reactors nuclears dissenyats per succeir als reactors de la segona generació, incorporant millores evolutives en el disseny. Aquests inclouen una tecnologia de combustible millorada, una major eficiència tèrmica, sistemes de seguretat significativament millorats (inclosa la seguretat nuclear passiva) i dissenys estandarditzats destinats a reduir els costos de manteniment i de capital. Són promoguts pel Fòrum Internacional Generació IV (GIF).
Els primers reactors de tercera generació que van començar a funcionar van ser els reactors avançats d'aigua bullint (ABWR) Kashiwazaki 6 i 7 el 1996 i el 1997. Des del 2012, tots dos han estat tancats a causa d'un entorn polític menys permissiu arran de l'accident nuclear de Fukushima. A causa del període prolongat d'estancament en la construcció de nous reactors i de la popularitat continuada (encara que decreixent) dels dissenys de generació II/II+ en la nova construcció, s'han construït relativament pocs reactors de tercera generació.

## Visió general
Els reactors Gen II més antics comprenen la gran majoria dels reactors nuclears actuals. Els reactors Gen III són els anomenats reactors avançats d'aigua lleugera (LWR). Els reactors Gen III+ estan etiquetats com a "dissenys evolutius". Tot i que la distinció entre els reactors Gen II i III és arbitrària, pocs reactors Gen III han arribat a l'etapa comercial a partir del 2022. El Fòrum Internacional Generació IV anomena els reactors Gen IV "dissenys revolucionaris". Són conceptes per als quals no existien en aquell moment pronòstics concrets de realització.
Les millores en la tecnologia dels reactors en reactors de tercera generació tenen com a objectiu una vida operativa més llarga (dissenyada per a 60 anys de funcionament, ampliable a més de 100 anys de funcionament abans de la revisió completa i la substitució del recipient a pressió del reactor) en comparació amb els reactors de la II generació que s'utilitzen actualment. (dissenyat per a 40 anys de funcionament, ampliable a més de 60 anys de funcionament abans de la revisió completa i la substitució del recipient a pressió).
Les freqüències de danys al nucli d'aquests reactors estan dissenyades per ser inferiors a les dels reactors de la segona generació: 60 esdeveniments de danys al nucli per al reactor a pressió europeu (EPR) i 3 esdeveniments de danys al nucli per al reactor d'aigua en ebullició simplificat econòmic (ESBWR) per 100. milions d'anys de reactor són significativament inferiors als 1.000 esdeveniments de danys al nucli per cada 100 milions d'anys de reactor per als reactors BWR/4 Generació II.

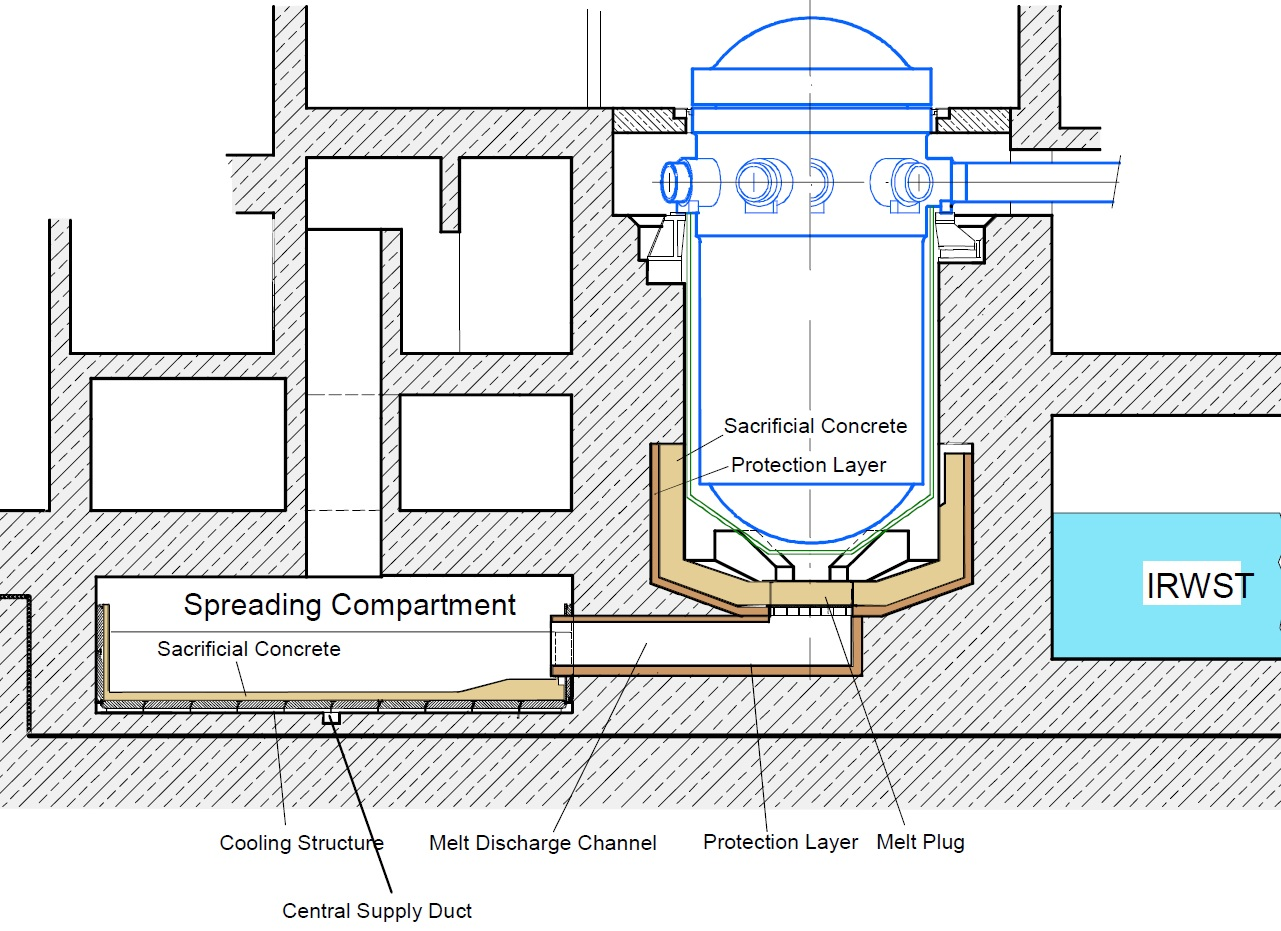
Sala de captura del nucli EPR dissenyada per atrapar el corium en cas de fusió. Alguns reactors de la tercera generació inclouen un receptor central en el seu disseny.

El reactor EPR de tercera generació també es va dissenyar per utilitzar l'urani de manera més eficient que els reactors de generació II més antics, utilitzant aproximadament un 17% menys per unitat d'electricitat generada que aquestes tecnologies de reactors més antigues. Una anàlisi independent realitzada pel científic ambiental Barry Brook sobre la major eficiència i, per tant, les necessitats de materials més baixes dels reactors Gen III, corrobora aquesta troballa.

## Evolucions
Els dissenys de reactors Gen III+ són un desenvolupament evolutiu dels reactors Gen III, que ofereixen millores en seguretat respecte als dissenys de reactors Gen III. Els fabricants van començar el desenvolupament dels sistemes Gen III+ a la dècada de 1990 basant-se en l'experiència operativa del reactor d'aigua lleugera nord-americà, japonès i d'Europa occidental.

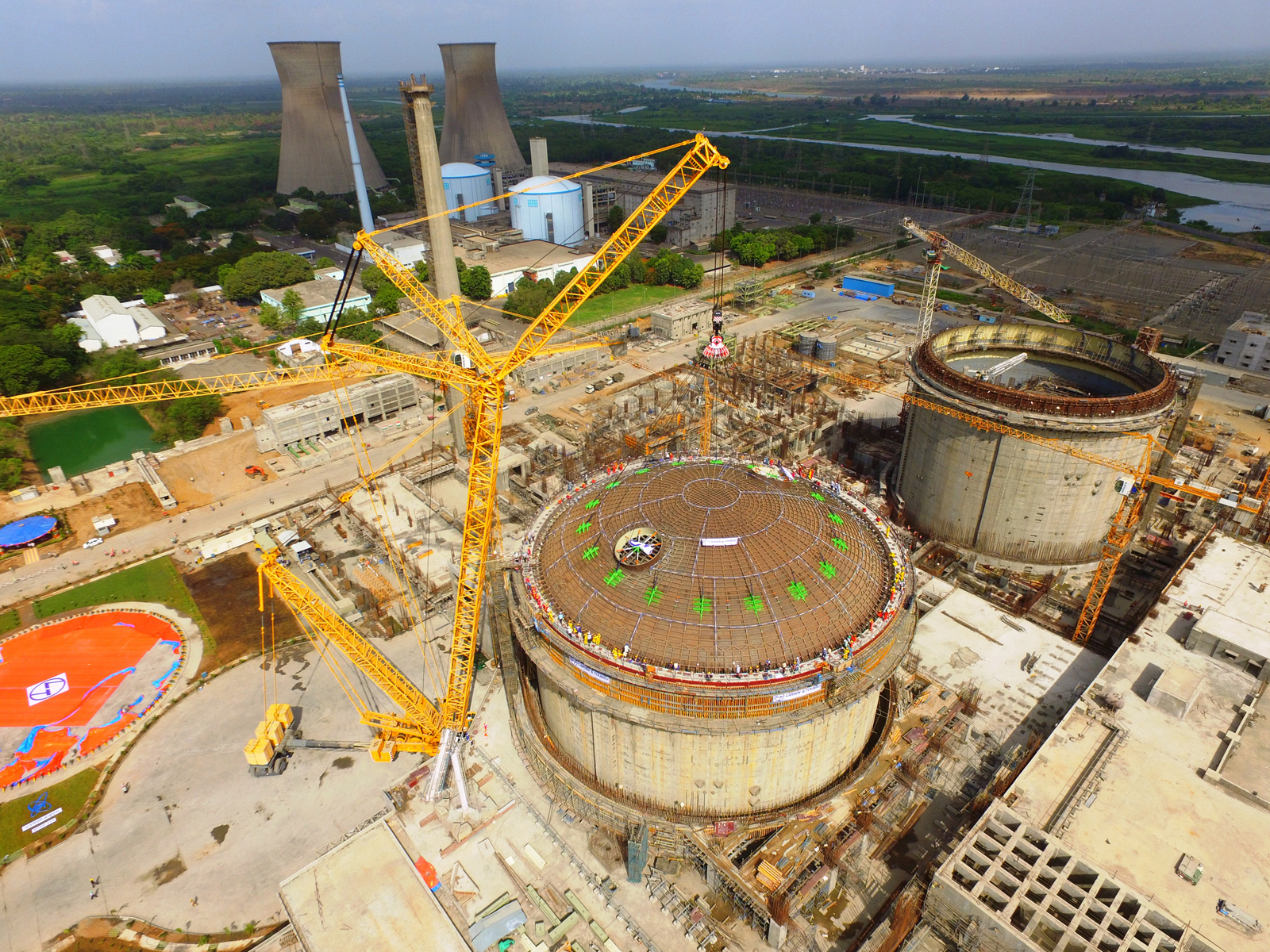
Unitat 3 i 4 de la central atòmica de Kakrapar en construcció. El primer reactor de generació III+ de l'Índia

La indústria nuclear va començar a promoure un renaixement nuclear suggerint que els dissenys de la Gen III+ haurien de resoldre tres problemes clau: seguretat, cost i edificabilitat. Es preveien costos de construcció de 1.000 dòlars EUA/kW, un nivell que faria que la nuclear fos competitiva amb el gas, i s'esperaven uns terminis de construcció de quatre anys o menys. Tanmateix, aquestes estimacions van resultar excessivament optimistes.
Una millora notable dels sistemes Gen III+ respecte als dissenys de segona generació és la incorporació en alguns dissenys de característiques de seguretat passiva que no requereixen controls actius ni intervenció de l'operador, sinó que es basen en la gravetat o la convecció natural per mitigar l'impacte d'esdeveniments anormals.

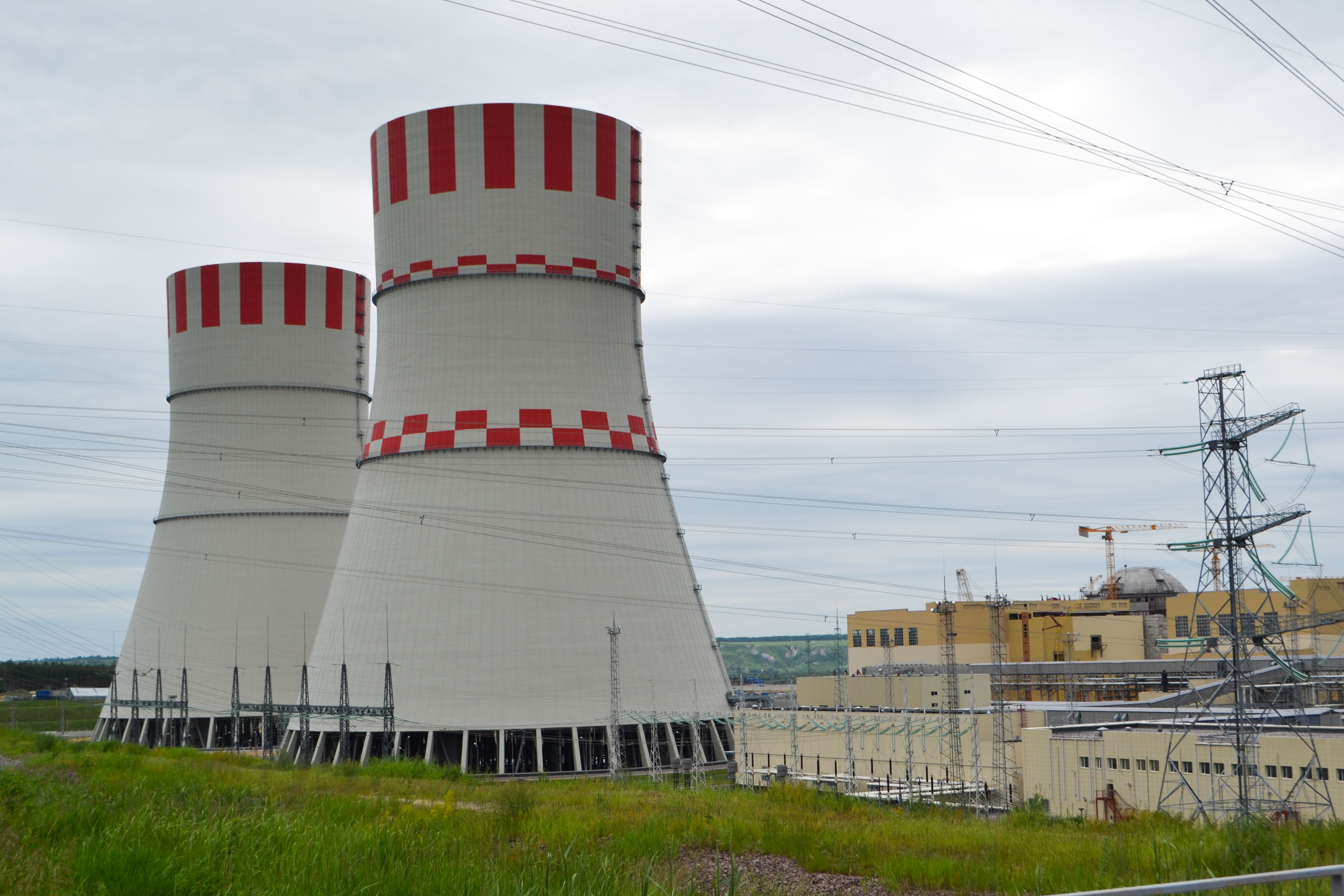
Central nuclear de Novovoronezh II amb el primer reactor nuclear de generació III+ del món

Els reactors de generació III+ incorporen característiques de seguretat addicionals per evitar el tipus de desastre que es va patir a Fukushima el 2011. Els dissenys de la generació III+, la seguretat passiva, també coneguda com a refrigeració passiva, no requereix cap acció sostinguda de l'operador ni retroalimentació electrònica per tancar la planta de manera segura en cas d'emergència. Molts dels reactors nuclears de la generació III+ tenen un receptor central. Si el revestiment de combustible i els sistemes del recipient del reactor i les canonades associades es fonen, el corium caurà en un captador del nucli que conté el material fos i té la capacitat de refredar-lo. Això, al seu torn, protegeix la barrera final, l'edifici de contenció. A tall d'exemple, Rosatom va instal·lar un captador de nucli de 200 tones al reactor VVER com a primer equip gran a l'edifici del reactor de Rooppur 1, descrivint-lo com "un sistema de protecció únic". El 2017, Rosatom va iniciar les operacions comercials del reactor NVNPP-2 Unit 1 VVER-1200 al centre de Rússia, marcant la primera posada en marxa completa del món d'un reactor de generació III+.